# Peter W. Mullin
Peter William Mullin (14 de enero de 1941 - 18 de septiembre de 2023) fue un empresario y filántropo estadounidense, fundador del M Financial Group y presidente de su filial, M Financial Holdings. Además, presidió el Mullin Barens Sanford Financial. Como filántropo, destacó por ser el fundador y mecenas del Museo del Automóvil Mullin en Oxnard (California).

## Primeros años
Peter William Mullin nació en South Pasadena (California), cerca de Los Ángeles. Se graduó con una licenciatura en Economía por la Universidad de California en Santa Bárbara.

## Carrera
Mullin fundó Mullin Consulting en Downtown Los Angeles en 1969. Ejerció como su director ejecutivo hasta 2003 y como su presidente hasta 2006.
Cofundó el M Financial Group con Mark Solomon, Carl Mammel y Eli Morgan en 1978, y presidió su filial, M Financial Holdings. Con sede en Portland, la compañía ofrece seguros de vida y otros servicios financieros en el mercado de los ultra ricos de los altos cargos corporativos.
Además, Mullin era presidente de Mullin Barens Sanford Financial, una firma de compensación ejecutiva.
También formó parte del consejo de administración de Avery Dennison de 1998 a 2013, Fue miembro del Consejo Asesor de Main Management. y fue miembro de Los Angeles Business Advisors, un grupo de 24 empresarios que se opusieron a la política del alcalde Richard Riordan de crear "consejos vecinales" en el centro de Los Ángeles en 1998.

## Filantropía
Apasionado coleccionista de coches, Mullin fundó el Museo del Automóvil Mullin en Oxnard en 2010, Además, fue presidente del American Bugatti Club. y fue miembro del Bugatti Trust. Formó parte de los Consejos Asesores del Autry National Center y de la Fundación Guggenheim. Formó parte del consejo directivo del Good Samaritan Hospital, un hospital afiliado a la Universidad del Sur de California. También fue presidente de la Music Center Foundation, la rama de recaudación de fondos del Centro de Música de Los Ángeles.
Apoyó a colegios y universidades, habiendo sido presidente del consejo directivo del Occidental College. Miembro del consejo directivo del Instituto Tecnológico de California, perteneció así mismo al consejo de visitantes de la UCLA Anderson School of Management desde 1990. institución a la que realizó una donación de 5 millones de dólares en 1999. Como resultado, el Mullin Management Commons de la UCLA recibió su nombre. Además, Mullin forma parte del consejo directivo del Art Center College of Design en Pasadena desde 2011. Con su esposa, donó 15 millones de dólares al Centro de Arte en 2013.
Mullin prestó su apoyo a organizaciones benéficas católicas romanas. Formó parte del consejo directivo de Paulist Productions. Formó parte del consejo directivo del Saint John's Health Center, un hospital católico romano en Santa Mónica (California), donde la Plaza Mullin y los Jardines Mullin recibieron su nombre en 2013. Junto con su esposa y The Angell Foundation, promocionó un programa para académicos católicos romanos en el Instituto de Estudios Católicos Avanzados de la Facultad Dornsife de Letras, Artes y Ciencias de la USC.
Recibió la Orden de Malta y la Orden de San Gregorio Magno.
En 2018 intentó abrir un museo de coches clásicos en Inglaterra, ubicado en Enstone Airfield y West Oxfordshire. Los planes para crear el museo fueron aprobados por el Consejo de Distrito en 2019, aunque en 2022 Mullin presentó planes modificados, que quedaron pendientes de aprobación.

## Vida personal y fallecimiento
Mullin y su esposa Merle residían en Brentwood, un suburbio al oeste de Los Ángeles. Tenían seis hijos. Si bien a él no le gustaba conducir, a ella le encantaba. Tenían una propiedad en la Umbría, Italia, donde elaboraban aceite de oliva, vino, miel y criaban cerdos para producir prosciutto.
Ingresó en la Confrérie des Chevaliers du Tastevin en 1990.
En el año 2011 ganó el "Premio al Mejor" en el Concurso Pebble Beach, un prestigioso certamen de belleza para automóviles clásicos.
Falleció en Big Sur el 18 de septiembre de 2023, a la edad de 82 años.